# Leskovice (przystanek kolejowy)
Leskovice – przystanek kolejowy w miejscowości Leskovice, w kraju Wysoczyna, w Czechach Znajduje się na wysokości 625 m n.p.m.
Na stacji nie ma możliwości zakupu biletów, a obsługa podróżnych odbywa się w pociągu.

## Linie kolejowe
- 224 Tábor - Horní Cerekev